# Nissan Rogue
Nissan Rogue — це компактний кросовер японського виробника автомобілів Nissan, що виготовляється з 2007 року.

## Перше покоління (2007-2015)

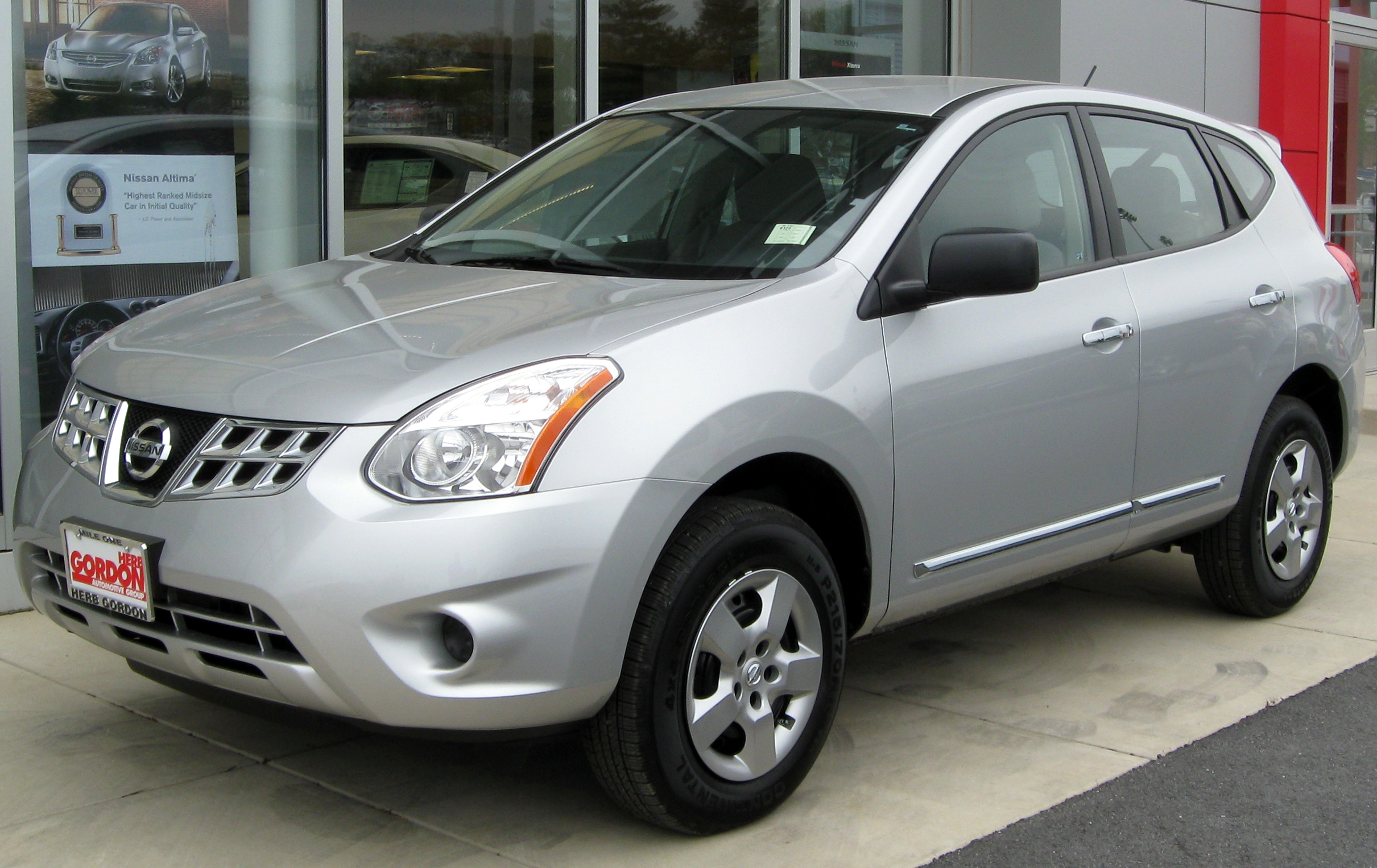
Nissan Rogue (2011-2015)

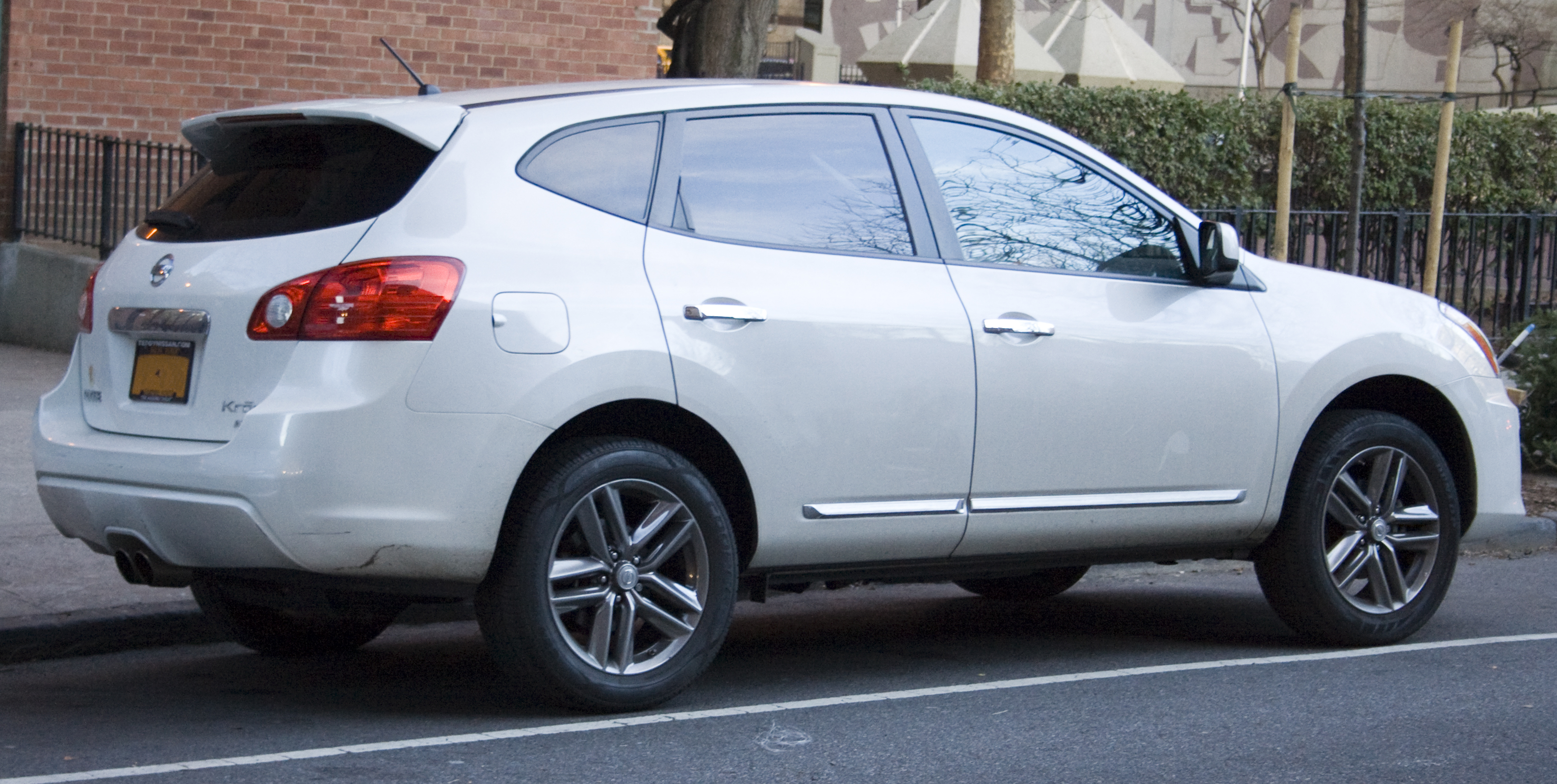
Nissan Rogue

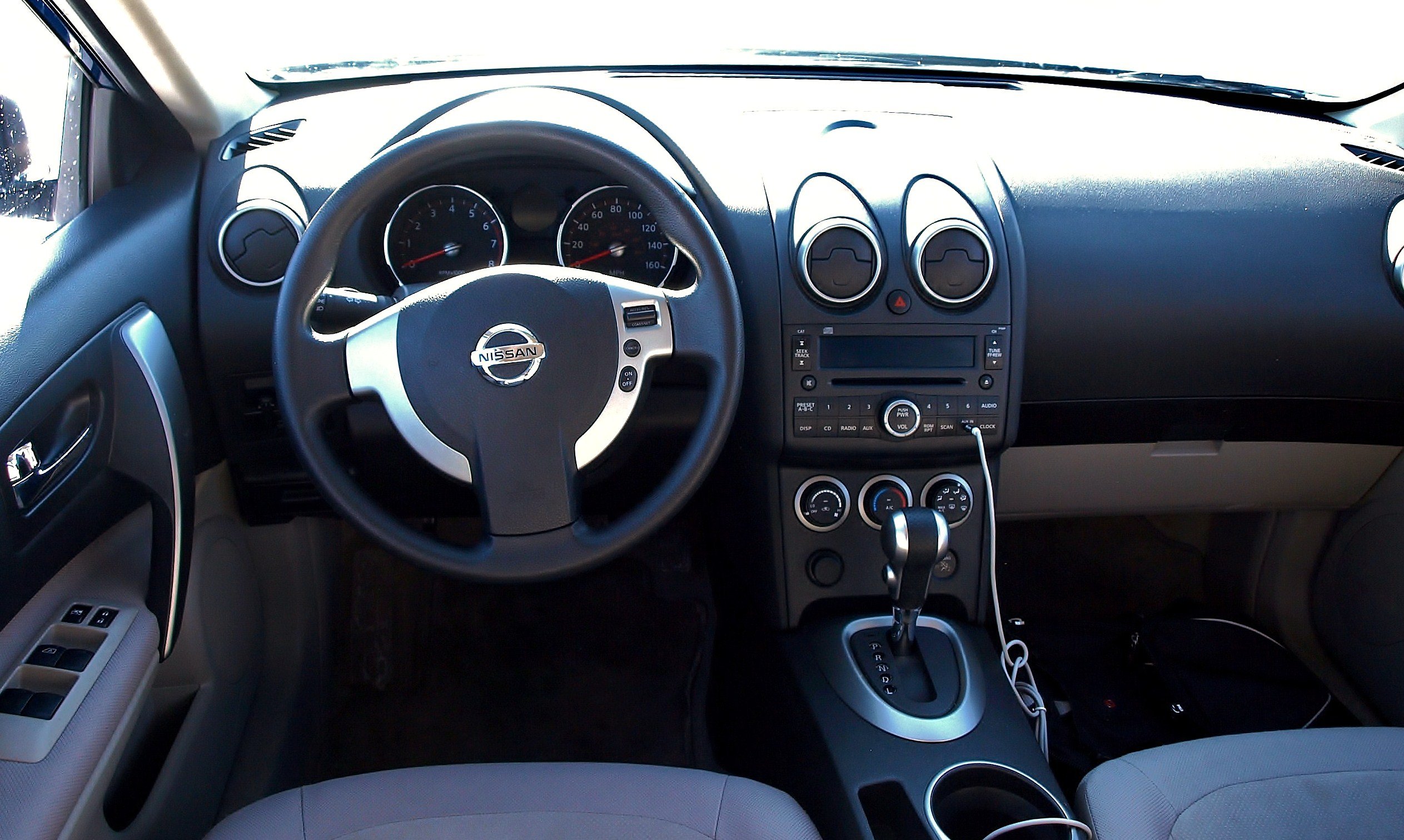
Салон

У 2007 році був представлений концепт другого покоління автомобіля, виготовлений на платформі Nissan C від позашляховика Nissan Qashqai. Автомобіль комплектувався бензиновим двигуном 2.5 л QR25DE Р4 потужністю 170 к.с. і безступінчастою КПП CVT.
Rogue першого покоління випускався в трьох комплектаціях: S, SV (з 2011 року) і SL. S є базовою модифікацією, у якій є система ABC; кондиціонер; круїз контроль; електро-склопідйомники; замки і дзеркала; автозапуск і AM/FM/CD стерео з 4 динаміками і допоміжним гніздом. SL є покращеною модифікацією Rogue. З 2013 по 2015 рік Rogue першого покоління продовжував випускатися під назвою Nissan Rogue Select.
У 2011 році модель модернізували.

### Двигун
- 2.5 L QR25DE I4 170 к.с. 237 Нм

## Друге покоління (2013-2020)

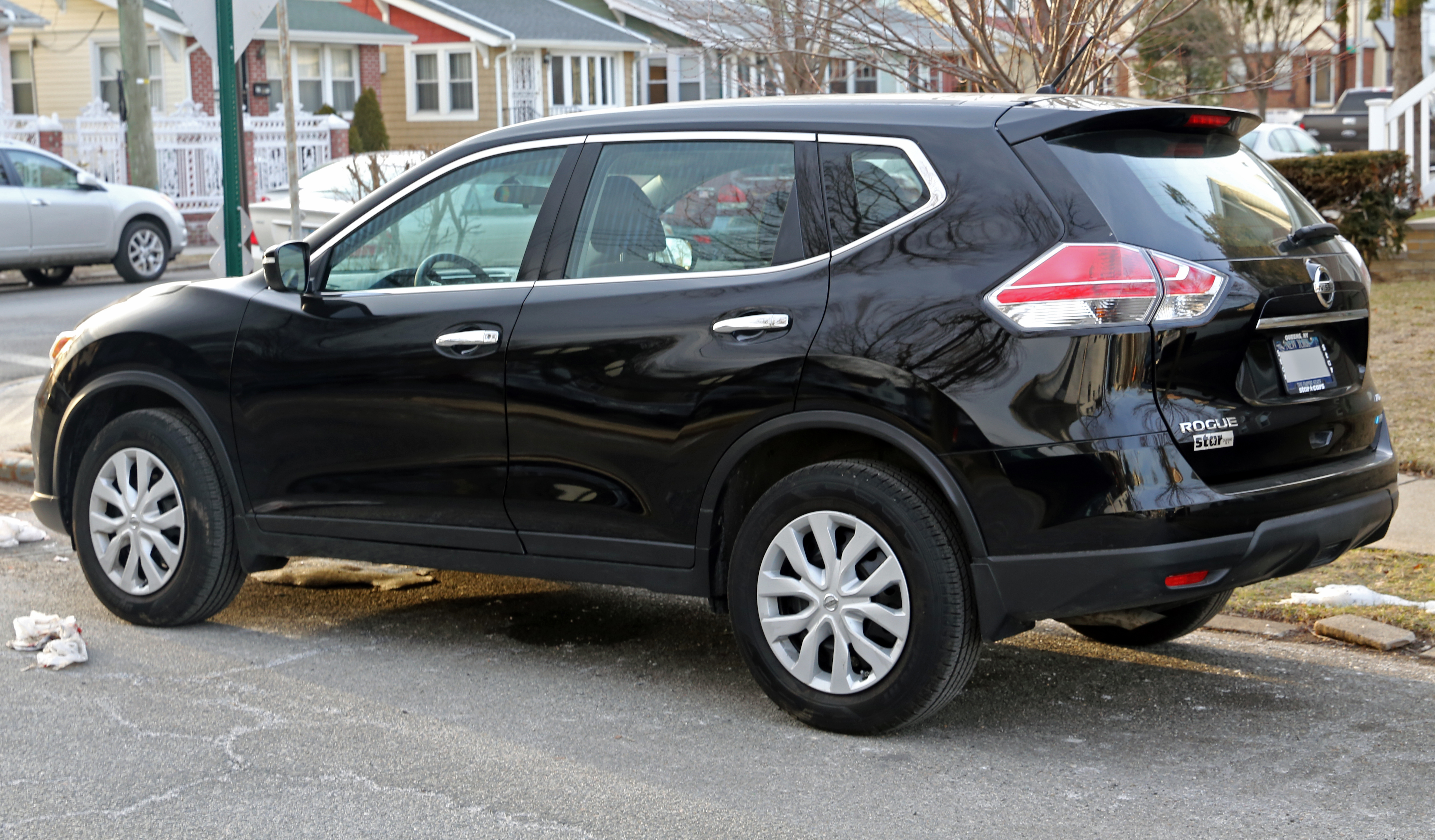
Nissan Rogue (T32)

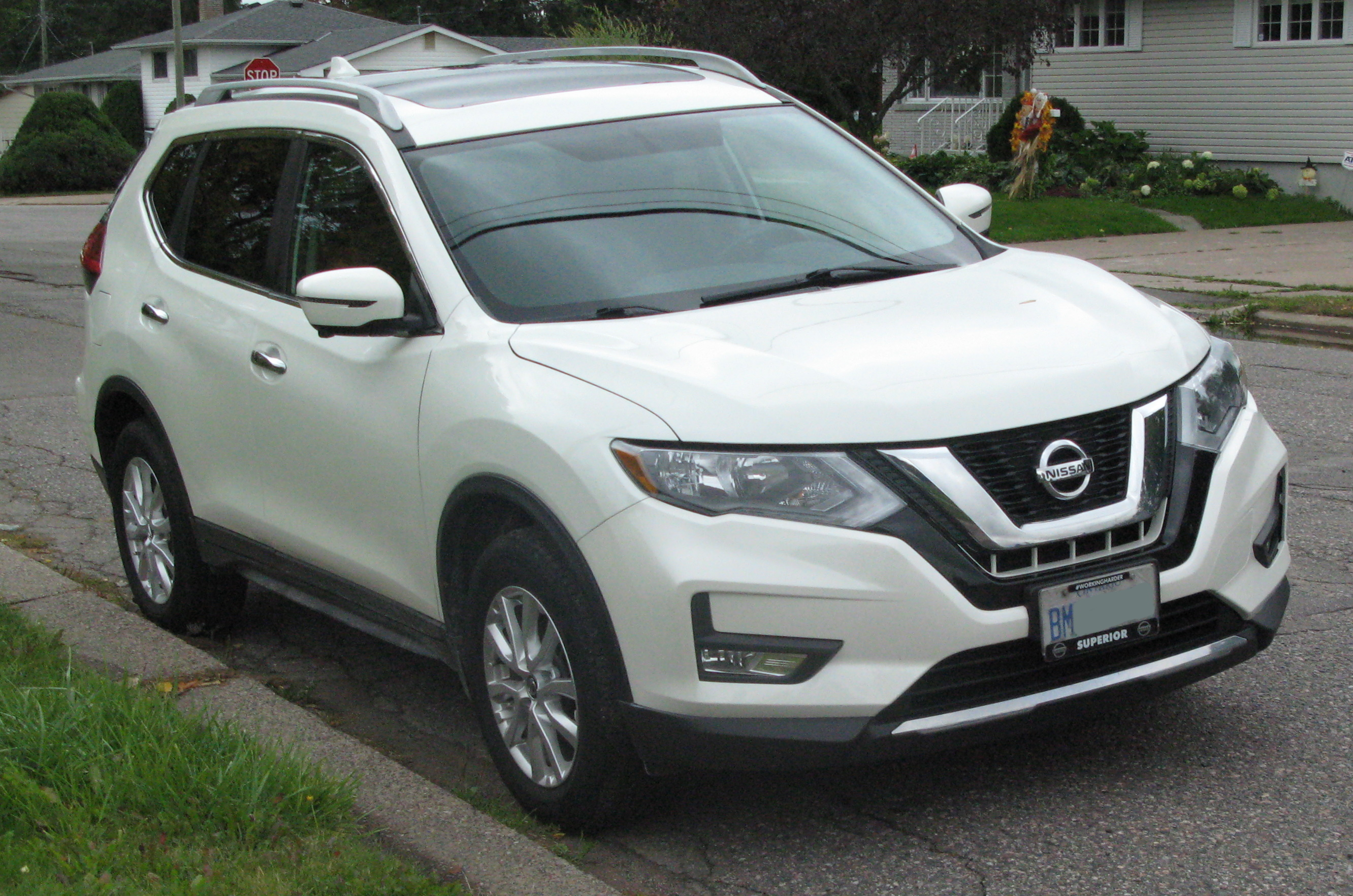
Nissan Rogue (T32, 2017-2020)

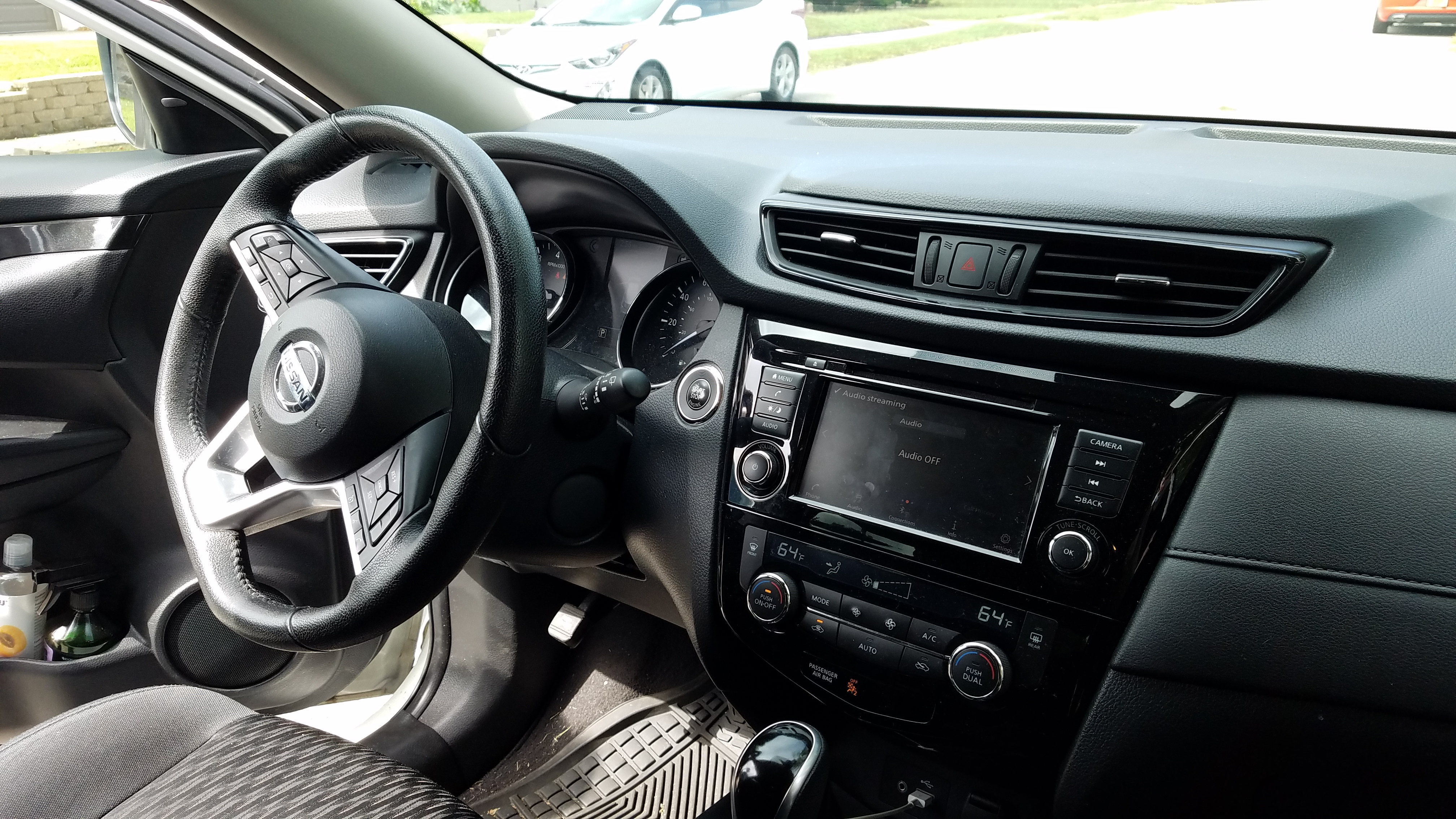

На Женевському автосалоні весною 2012 року представлено концепт-кар Nissan Hi-Cross, який був праобразом другого покоління Nissan Rogue. Новий Nissan Rogue дебютував восени 2013 року і є аналогом третього покоління Nissan X-Trail.
Автомобіль комплектується бензиновим двигуном 2.5 л QR25DE Р4 DOHC 16V потужністю 170 к.с. при 6000 об/хв, обертовим моментом 245 Нм при 4400 об/хв і безступінчастою КПП (варіатор) CVT.
У 2017 році модель оновили. На відміну від Honda CR-V і Toyota RAV4, Rogue пропонує покупцям більш просторий салон з доступним, хоча і тісним, 3 рядом сидінь. Для кросовера також доступний єдиний двигун, який, на жаль, не є найпотужнішим для автомобілів такого класу - 2,5-літровий 4-циліндровий. Справжньою перевагою моделі є м'яка їзда, привабливий елегантний інтер'єр, низькі показники витрати палива, а також широкий асортимент обладнання, який забезпечує безпеку та інформаційно-розважальні функції. Дана модель оцінюється вище, ніж Hyundai Tucson і нижче, ніж Ford Escape і GMC Terrain, завдяки чому Rogue стане «золотою серединою» для більшості покупців. 
Цікавою особливістю кросовера 2017 року є монітор кругового огляду від Nissan. Монітор 360-градусного огляду використовує камери, для одночасного огляду всіх 4 частин екстер'єру, щоб допомогти водієві при маневрах і парковці, унеможливлюючі зіткнення. Базове оснащення Nissan Rogue 2017 року залежить від певної комплектації: S, SV і SL. 
Базова комплектація S оснащується: монітором кругового огляду, Bluetooth, аудіосистемою з 4 динаміками і підтримкою AM/FM/CD, 5-дюймовим кольоровим дисплеєм і USB-портом.
Середня комплектація SV оснащена: мобільним сервісом NissanConnect, двозонним клімат-контролем, кнопкою запалювання двигуна, 6-позиційним сидінням водія й аудіосистемою з 6 динаміками.
Топова комплектація SL, крім раніше перерахованих функцій додатково оснащується: електроприводом дверцяти задньої шухляди, навігаційною системою з 7-дюймовим екраном і голосовим управлінням, шкіряною обшивкою сидінь і преміум аудіосистемою Bose з 9 динаміками.

### Двигуни
- 2.0 L MR20DD I4 144 к.с.
- 2.5 L QR25DE I4 170 к.с. 245 Нм
- 2.0 L MR20DD I4 141 к.с. + електродвигун 40 к.с., сумарно 176 к.с. Hybrid

## Третє покоління (з 2020)

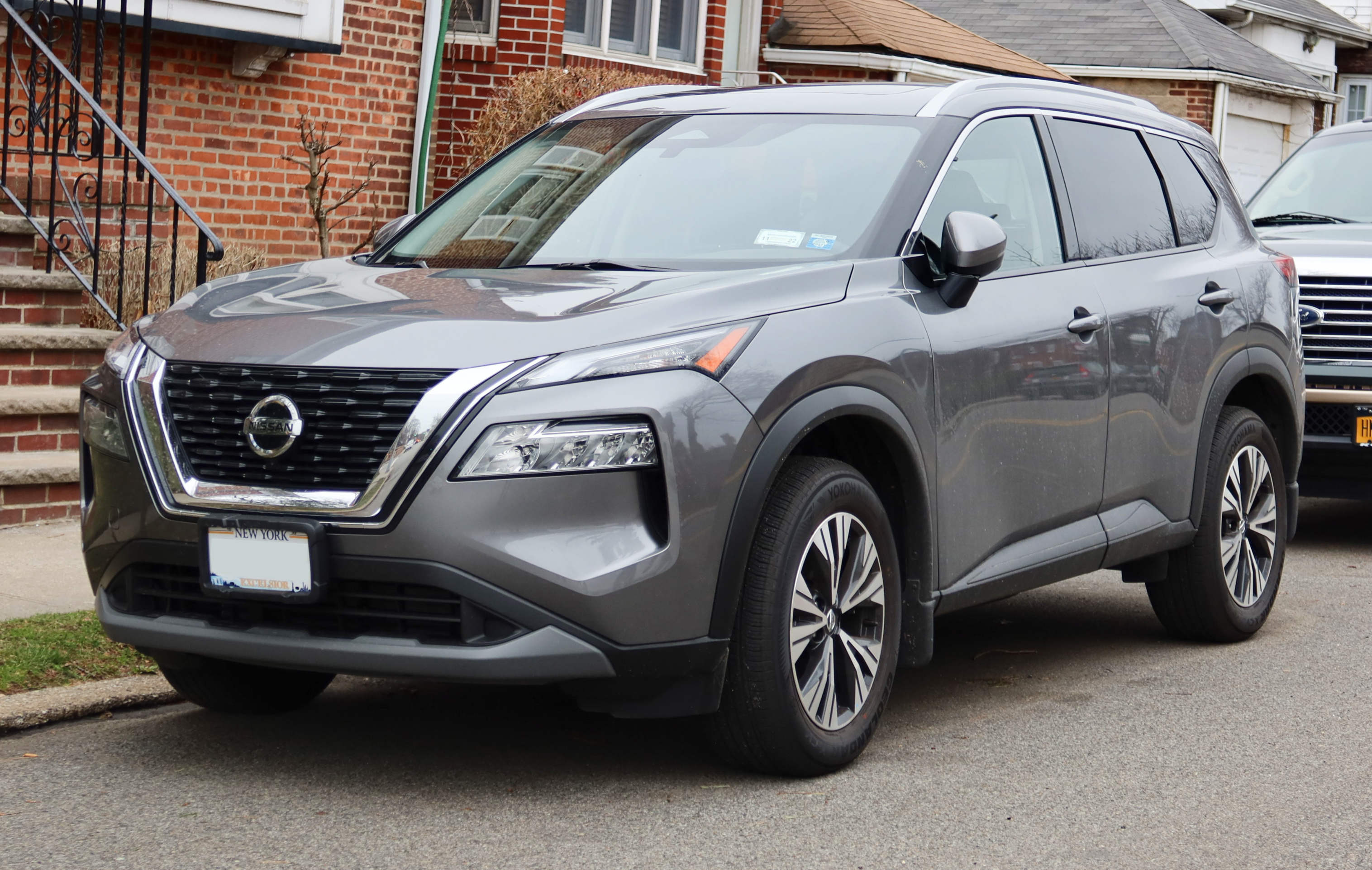
Nissan Rogue (T33)

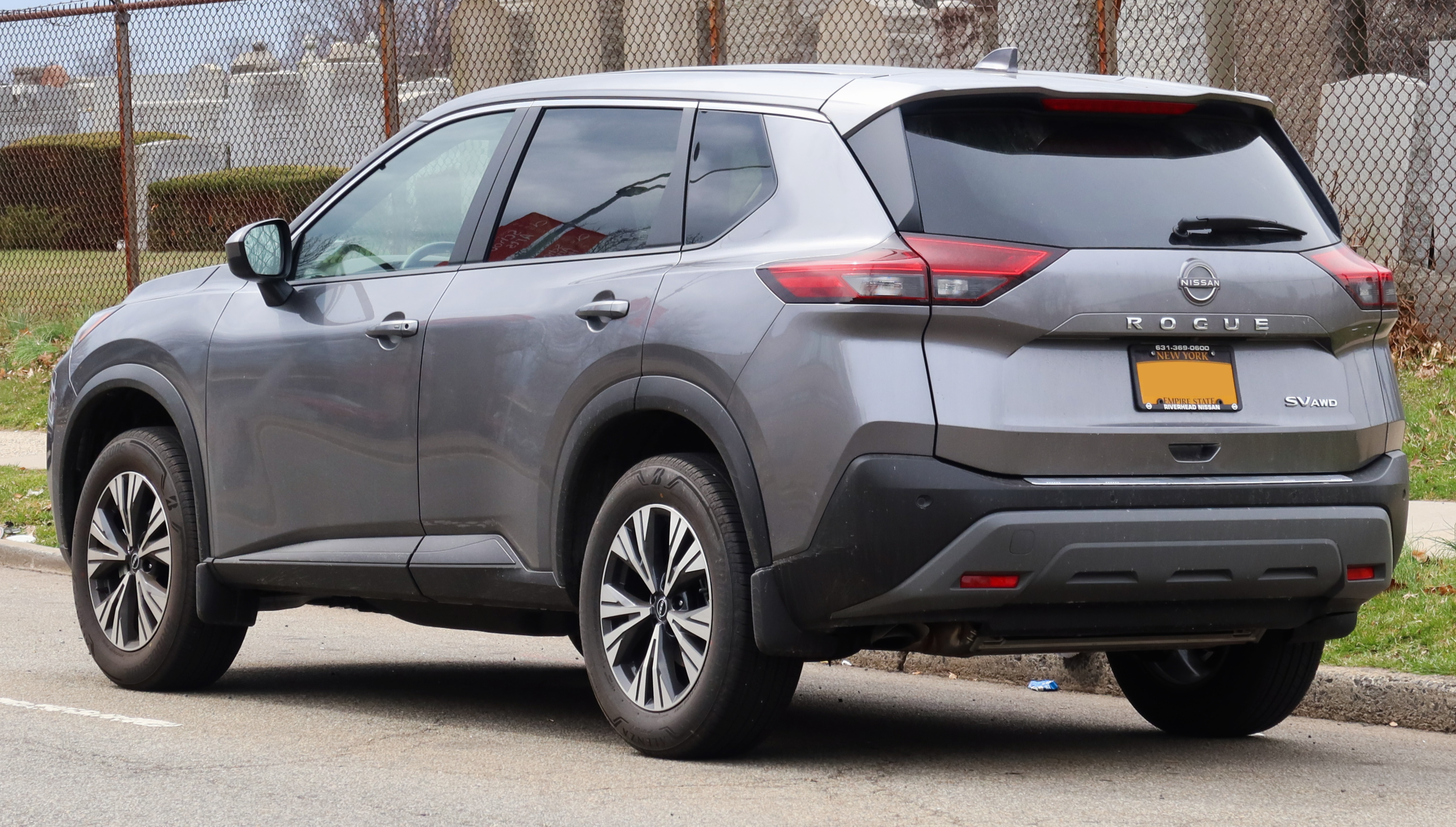

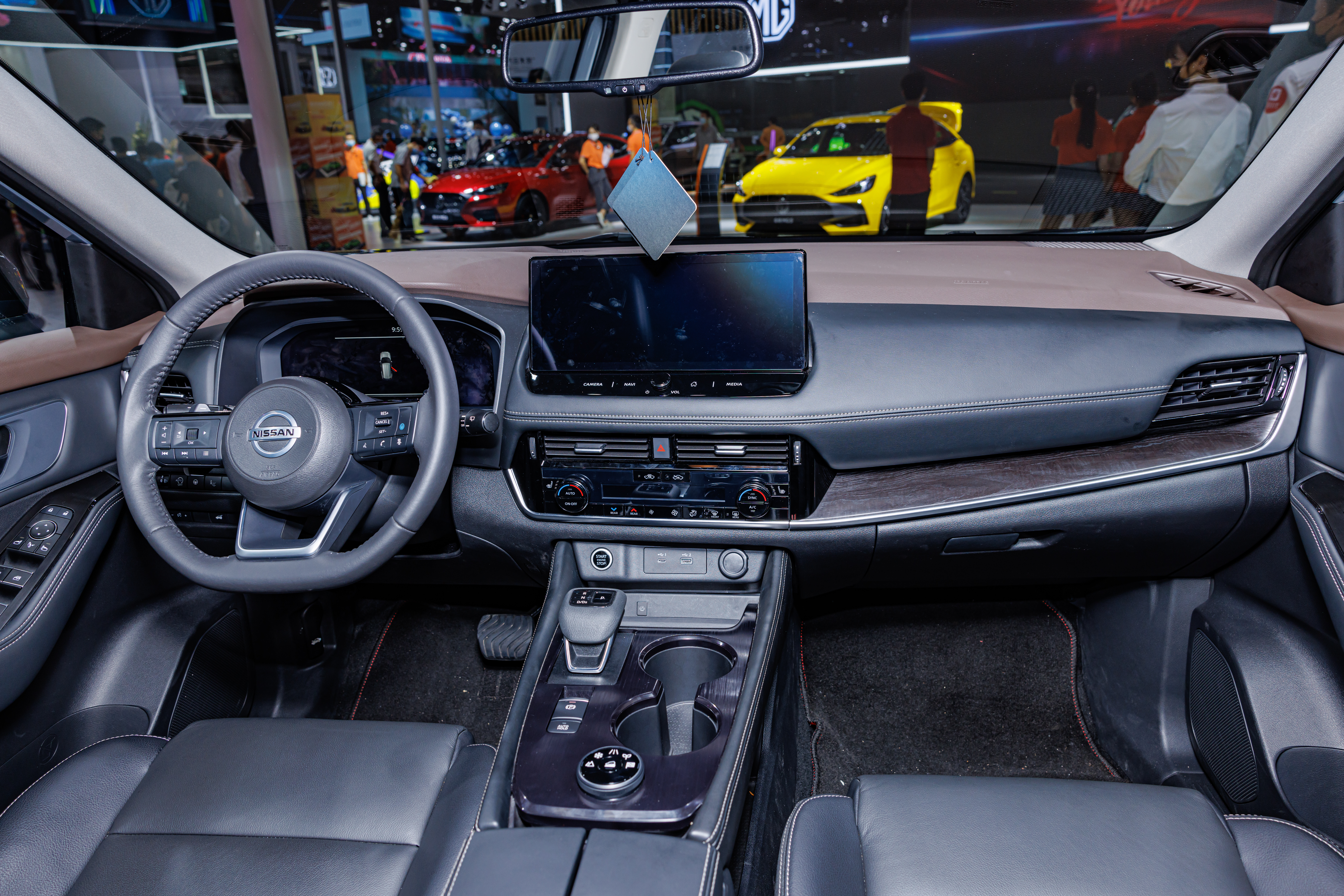

Третє покоління Nissan Rogue представлене в мережі інтернет в квітні 2020 року. В США продажі почалися восени 2020 року.
Автомобіль збудовано на платформі CMF-CD. Схема підвісок зі стійками McPherson спереду і багатоважільною підвіскою ззаду залишилась як в попередній моделі.
Коробка передач - клиноланцюговий варіатор. Базові версії будуть передньопривідними, але за доплату покупцям запропонують повний привід. Правда, тепер задня вісь підключається електрогідравлічною муфтою, а не електромагнітною. Для всіх модифікацій доступна система вибору режимів руху, а також комплекс безпеки Nissan Safety Shield 360, в який входять системи автогальмування, стеження за розміткою, моніторингу сліпих зон і автоматичного управління дальнім світлом.
У дорогих комплектаціях Rogue оснащений цифровою панеллю приладів і центральним дисплеєм діагоналлю 12,3 і 9 дюймів відповідно. Також доступні проєкція на лобове скло, камери кругового огляду і просунутий напівавтопілот ProPilot з адаптивним круїз-контролем, утриманням в смузі і можливістю використовувати інформацію від вбудованої навігації. 
У 2022 модельному році Nissan оновив трансмісію Rogue. Виробник замінив чотирициліндровий двигун потужністю 181 к.с. трициліндровим силовим агрегатом потужністю 201 к.с. 
У 2023 році дебютувала версія Nissan Rogue Midnight Edition, які відрізняється темними елементами екстер'єру.  
У 2025 році Nissan представив орієнтовану на бездоріжжя комплектацію Rogue Rock Creek.  

### Двигун
- 2.5 л PR25DD I4 191 к.с. 244 Нм (2020–2021)
- 1.5 л KR15DDT I3-T 201 к.с. 305 Нм (2022–наш час)

## Nissan Rogue Sport (2016-2022)

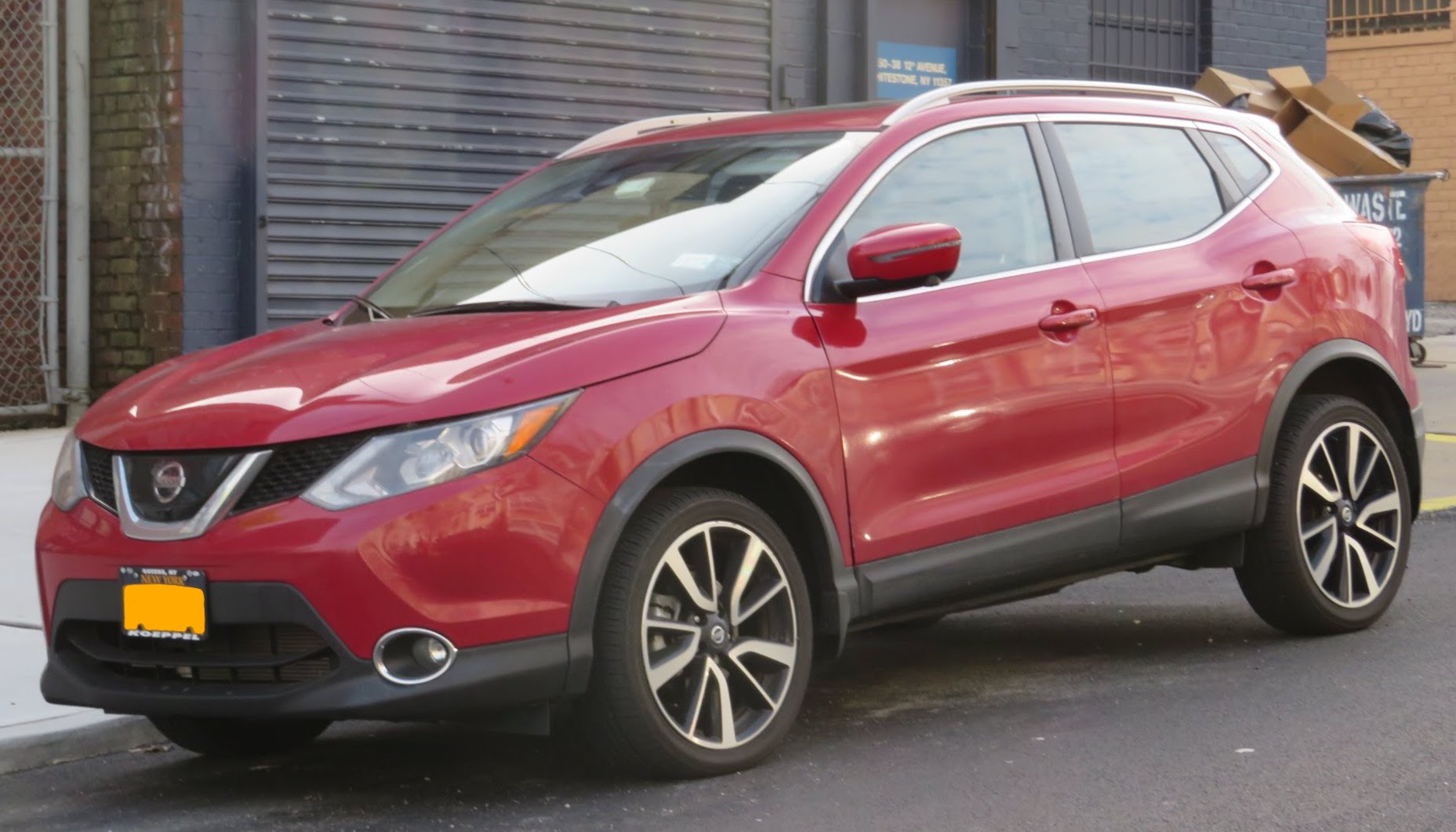
Nissan Rogue Sport

В 2016 році дебютував Nissan Rogue Sport, що є американською версією Nissan Qashqai. Автомобіль прийшов на заміну Rogue Select. Кросовер помітно менший ніж звичайний Rogue і постачається з 2,0-літровим двигуном. Рівень оздоблення включає S, SV та SL з FWD або AWD. Nissan Rogue Sport продається лише у США.

### Двигун
- 2.0 L MR20DD I4 141 к.с.

## Продажі
| Календарний рік | США     | Канада |
| --------------- | ------- | ------ |
| 2007            | 17,808  | 7,503  |
| 2008            | 75,053  | 13,163 |
| 2009            | 77,222  | 11,056 |
| 2010            | 99,515  | 13,199 |
| 2011            | 124,543 | 14,191 |
| 2012            | 142,349 | 14,329 |
| 2013            | 162,751 | 16,878 |
| 2014            | 199,199 | 28,827 |
| 2015            | 287,190 | 35,841 |
| 2016            | 329,904 | 40,055 |
| 2017            | 403,465 | 43,418 |
| 2018            | 412,110 | 41,167 |
| 2019            | 350,447 | 37,530 |